# Challenger de Calgary 2022
El torneo Calgary National Bank Challenger 2022 fue un torneo de tenis perteneció al ATP Challenger Tour 2022 en la categoría Challenger 80. Se trató de la 3.ª edición, el torneo tuvo lugar en la ciudad de Calgary (Canadá), desde el 7 hasta el 13 de noviembre de 2022 sobre pista dura bajo techo.

## Jugadores participantes del cuadro de individuales
| Favorito | País                      | Jugador             | Rank1 | Posición en el torneo |
| -------- | ------------------------- | ------------------- | ----- | --------------------- |
| 1        | Bandera de Ecuador        | Emilio Gómez        | 112   | Primera ronda         |
| 2        | Bandera de Canadá         | Vasek Pospisil      | 121   | Cuartos de final      |
| 3        | Bandera de Argentina      | Juan Pablo Ficovich | 139   | Segunda ronda         |
| 4        | Bandera de Australia      | Aleksandar Vukic    | 145   | FINAL                 |
| 5        | Bandera de Alemania       | Dominik Koepfer     | 181   | CAMPEÓN               |
| 6        | Bandera de Francia        | Antoine Escoffier   | 215   | Cuartos de final      |
| 7        | Bandera de Estados Unidos | Brandon Holt        | 218   | Primera ronda         |
| 8        | Bandera de Canadá         | Alexis Galarneau    | 222   | Cuartos de final      |

- 1 Se ha tomado en cuenta el ranking del 31 de octubre de 2022.

### Otros participantes
Los siguientes jugadores recibieron una invitación (wild card), por lo tanto ingresan directamente al cuadro principal (WC):
- Justin Boulais
- Cleeve Harper
- Jaden Weekes

Los siguientes jugadores ingresan al cuadro principal tras disputar el cuadro clasificatorio (Q):
- Arthur Fery
- Johannes Härteis
- Maks Kaśnikowski
- Maximilian Neuchrist
- Alfredo Perez
- Michail Pervolarakis

## Campeones

### Individual Masculino
- Dominik Koepfer derrotó en la final a  Aleksandar Vukic, 6–2, 6–4

### Dobles Masculino
- Maximilian Neuchrist /  Michail Pervolarakis derrotaron en la final a  Julian Ocleppo /  Kai Wehnelt, 6–4, 6–4